# Alvise Gritti
Alvise Gritti (Aloisio, Lodovico, Ludovico ou encore Luigi, en hongrois Lajos ou Alajos) (1480 à Constantinople, mort le 29 septembre 1534 à Medgyes) est un commerçant, banquier et homme politique d'origine vénitienne qui fut notamment ministre sous le sultan Soliman Ier, confident de Pargali Ibrahim Pacha et régent du royaume de Hongrie (1530-1534).

Il est également connu sous le nom turc de « Beyoğlu » (fils du gouverneur), en référence à son père biologique, nom ensuite attribué à la région où se trouvait son palais près de l'actuelle Taksim.

## Biographie
Il est le fils illégitime de Andrea Gritti, futur doge de Venise, et d'une grecque,. Son père sert à sa naissance comme ambassadeur de la république de Venise auprès de la Sublime Porte, raison pour laquelle il naît à Constantinople. Talentueux, il reçoit une éducation de qualité à Venise et à Padoue (1496-1507/8).
Il est de retour à Constantinople en 1527, lieu de sa première entrevue avec Pargali Ibrahim Pacha, grand vizir de Soliman le Magnifique d'origine grecque né dans la ville de Parga de la République de Venise. Il obtient les faveurs d'Ibrahim qui lui confie de grandes responsabilités et fait de lui un important partenaire commercial (pierres précieuses, grains, tissus et épices). Gritti soutient la même année Jean Ier de Hongrie contre Ferdinand de Habsbourg, qui revendique la Couronne hongroise (cf traité de Nagyvárad signé en 1538), et devient bientôt l'un de ses alliés les plus importants et son ambassadeur auprès du sultan turc. Le grand vizir projette, selon les rapports, en 1528 une campagne militaire en Hongrie où en cas de victoire Gritti aurait obtenu « un important archevêché plus un morceau de l'archiduché d'Autriche ». Conseiller de Jean Szapolyai à Buda, il est ensuite régent de Hongrie de 1530 au 29 septembre 1534.
Nous est parvenu un courrier du 9 novembre 1533 écrit par le gouverneur de Marano à Charles Quint, empereur romain germanique: « J'ai entendu il y a quelques jours que le capitaine-général de Croatie a appréhendé et envoyé à Ljubljana (la ville de ton frère) deux des espions de Gritti. Ils ont avoué que Gritti, au nom de l'empereur turc, a fait alliance avec les rois d'Angleterre et de France et aussi avec plusieurs autres princes contre ses Majestés Impériales et Royales (Charles et son frère Ferdinand, alors roi de Bohême, ndlr). En conséquence, les armées turques, composées d'environ 1 500 cavaliers légers et de 22 000 arquebusiers - toutes les forces à payer par le roi de France - vont à peu près envahir la Chrétienté. Et c'est l'opinion d'un des espions que Gritti lui-même avec ses hommes envahira la Croatie, la Slavonie et la Hongrie, et essayera s'il peut de conquérir ces pays. Pendant ce temps, les ducs de Bavière et de Wurtemberg et le landgrave de Hesse créeront des troubles en Allemagne, et affligeront tant la Chrétienté que Sa Majesté Impériale se trouvera en difficulté. »
Gritti tente ainsi à la tête d'une armée ottomane de prendre de la contrôle de la Transylvanie en 1534. Il y provoque un soulèvement général qui le contraint à se réfugier dans la ville fortifiée de Medgyes où il est capturé par les troupes de István Maylad, dont Ferenc Kendi, aidé par un contingent du voïvode moldave Pierre IV Rareș. Il est exécuté le 28 septembre 1534 avec ses deux fils a Medgyes où il est enterré.

## Dans la culture populaire
- Personnage de la série télévisée turque Muhteşem Yüzyıl, saisons 1-3 (2011–14)